# Caledonelater candezi
Caledonelater candezi là một loài bọ cánh cứng trong họ Elateridae. Loài này được Fauvel miêu tả khoa học năm 1867.